# Distichopora yucatanensis
Distichopora yacatanensis — вид гідроїдних кнідарій родини Stylasteridae ряду Антомедузи (Anthomedusae).

## Поширення
Вид поширений у Карибському морі та Мексиканській затоці.

## Спосіб життя
Ростуть у печерах та затемнених ділянках рифів на глибині 40-250 м. Раціон складається з тваринної їжі, в основному, з зоопланктону.